# Dercé
Dercé – miejscowość i gmina we Francji, w regionie Nowa Akwitania, w departamencie Vienne.
Według danych na rok 1990 gminę zamieszkiwało 188 osób, a gęstość zaludnienia wynosiła 15 osób/km² (wśród 1467 gmin regionu Poitou-Charentes, Dercé plasuje się na 807. miejscu pod względem liczby ludności, natomiast pod względem powierzchni na miejscu 703.).